# 沼津市立西浦小学校
沼津市立西浦小学校（ぬまづしりつ にしうらしょうがっこう）は、静岡県沼津市西浦平沢にある公立小学校。沼津市立内浦小学校、沼津市立長井崎中学校と統合し、2021年度から沼津市立長井崎小中一貫学校になる。

## 沿革
- 1873年（明治6年） - 14ヶ村が連合学区となり、木負に内浦小学開校、古宇、江梨にその支校を設置[2]。
- 1904年（明治37年） - 田方郡西浦村立西浦尋常高等小学校と改称、江梨に分教場を設置[2]。
- 1906年（明治39年） - 校舎新築移転[2]。
- 1941年（昭和16年） - 西浦村立西浦国民学校に改称[2]。
- 1947年（昭和22年） - 西浦村立西浦小学校に改称[2]。
- 1955年（昭和30年） - 沼津市立西浦小学校に改称。江梨分校は沼津市立西浦西小学校と改称し独立開校[2]。
- 1964年（昭和39年） - 第1回校内駅伝大会が開催される[2][3]。
- 1971年（昭和46年） - 沼津市立西浦西小学校と統合する[2]。
- 1977年（昭和52年） - 創立100周年記念式典[2]。
- 2021年（令和3年） - 西浦小学校・長井崎中学校と統合して、小中一貫校化することになり閉校[1]。

## 校歌
- 作詞：野田しげみ、作曲：今村まさる[4]

## 通学区域
- 足保、江梨、河内、木負、久連、久料、古宇、立保、平沢[5]

### 参照
1. 1 2  閉校小学校へ感謝の書　沼津・内浦小　全校児童で巨大丸文字 静岡新聞、2021年3月4日閲覧。
2. 1 2 3 4 5 6 7 8 9  “沼津市立西浦小学校 沿革”.   沼津市立西浦小学校. 2021年12月10日閲覧。
3. ↑  “沼津市立西浦小学校 閉校”.   ファイナルアクセス. 2021年12月10日閲覧。
4. ↑  “校章・校歌”.   沼津市立西浦小学校. 2021年12月10日閲覧。
5. ↑  “通学区域概念図”.   沼津市 (2020年4月1日). 2021年12月10日閲覧。